# Earl of Cottenham

Wappen der Earls of Cottenham

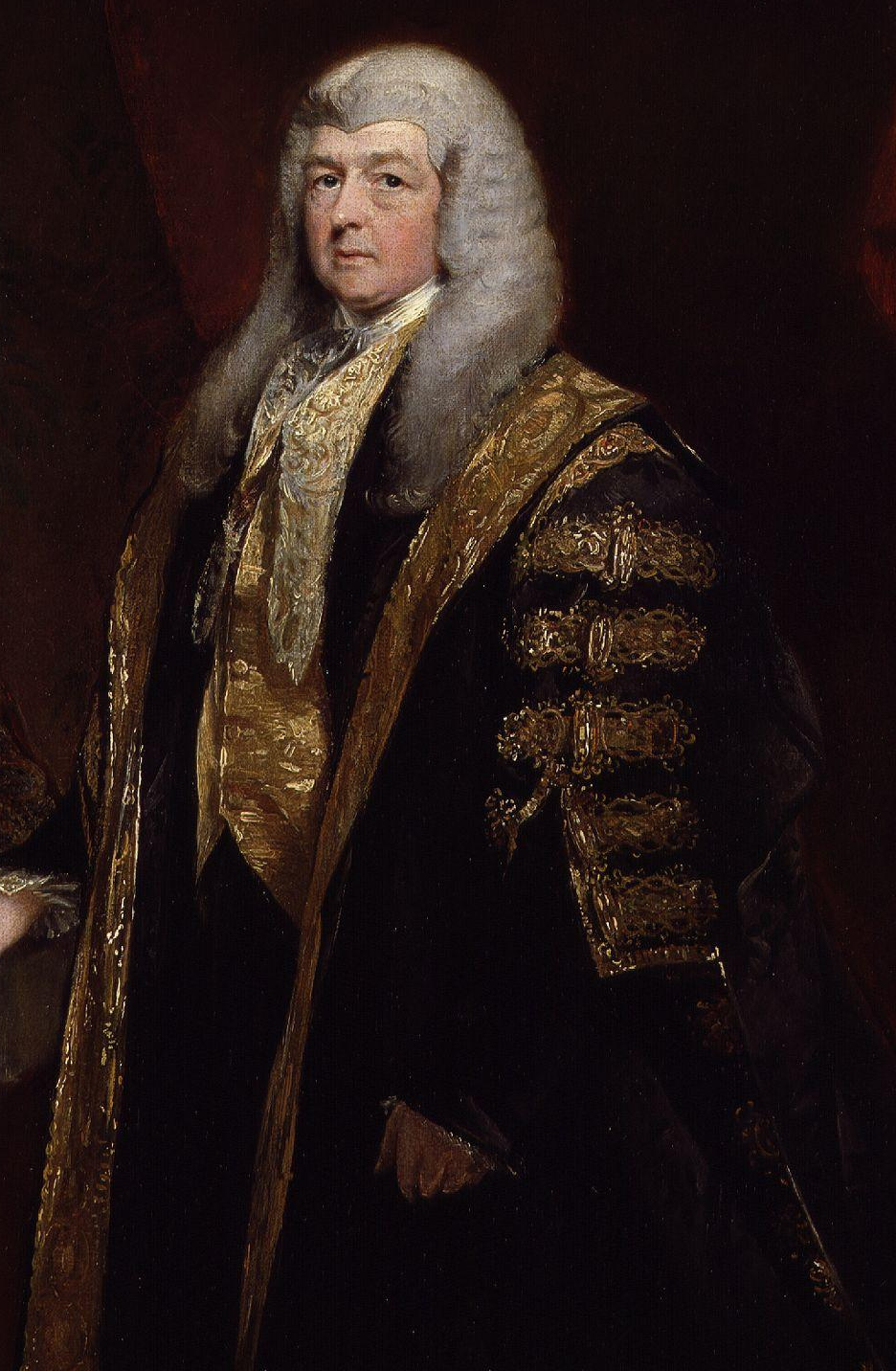
Charles Pepys, 1. Earl of Cottenham

Earl of Cottenham, of Cottenham in the County of Cambridge, ist ein erblicher britischer Adelstitel in der Peerage of the United Kingdom.

## Verleihung und nachgeordnete Titel
Der Titel wurde am 11. Juni 1850 für Charles Pepys, 1. Baron Cottenham, geschaffen, anlässlich seines Dienstendes als Lordkanzler. Zusammen mit dem Earldom wurde ihm die nachgeordneten Titel Viscount Crowhurst, of Crowhurst, in the County of Surrey, verliehen. Bereits am 20. Januar 1836 war er, ebenfalls in der Peerage of the United Kingdom, zum Baron Cottenham, of Cottenham in the County of Cambridge, erhoben worden.

## Liste der Earls of Cottenham (1850)
- Charles Pepys, 1. Earl of Cottenham (1781–1851)
- Charles Pepys, 2. Earl of Cottenham (1824–1863)
- William Pepys, 3. Earl of Cottenham (1825–1881)
- Kenelm Pepys, 4. Earl of Cottenham (1874–1919)
- Kenelm Pepys, 5. Earl of Cottenham (1901–1922)
- Mark Pepys, 6. Earl of Cottenham (1903–1943)
- John Pepys, 7. Earl of Cottenham (1907–1968)
- Kenelm Pepys, 8. Earl of Cottenham (1948–2000)
- Mark Pepys, 9. Earl of Cottenham (* 1983)

Mutmaßlicher Titelerbe (Heir Presumptive) ist der Bruder des aktuellen Titelinhabers, Sam Pepys (* 1986).